# Hélice (Héroes)
La hélice es un elemento recurrente que aparece a lo largo de toda la serie de televisión Heroes. Este es el más recurrente ya que aparece casualmente en casi todos los capítulos de la 1ª temporada de dicha serie y tiene un significado dramático y enigmatico en la segunda temporada de la misma serie, ya que se encuentra entre los personajes y en una ocasión tras realizarle un tatuaje a uno de los personajes la figura inicial del tatuaje desaparece y aparece este símbolo. Luego la hélice parece ser absorbida por el personaje (Peter Petrelli).

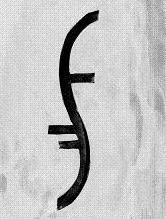
La Hélice en un pergamino.

## Significado
En el capítulo 12 ("Un don divino") este símbolo aparece en la katana de la espada Kensei; Ando se da cuenta de este símbolo y se percata de que es una combinación de dos caracteres Kanji:
- Sai (才) que significa "gran talento" y
- Yo (与) que significa "bendecido"

Aunque este símbolo es visto en la serie como los dos caracteres Kanji (Sai才 y Yo与) este símbolo se asemeja más a una hélice de la estructura del ADN
Durante una entrevista en el Wizard World en Los Ángeles, el guionista y coproductor Aron Coleite dijo que su significado literal era "gran habilidad dada por Dios".
En el arco argumental del cómic llamado "Se necesita todo un pueblo" se explica que la hélice es la "serpiente alada que se comió a la grulla", un viejo proverbio de su religión.

## Apariciones
El escritor y coproductor ejecutivo Michael Green dijo que lo que los guionistas conocen como "hélice" aparece en 24 ocasiones (aunque en la nueva temporada se halla mostrado más de 24 veces):
- En un objeto decorativo en la casa de los Bennet.

- En el collar de El Haitiano.

- Formada por varios objetos que flotan en una piscina en la escena del crimen de uno de los asesinatos de Sylar en el capítulo «Don't Look Back» (No mires atrás).

- En el dibujo de monigotes que hace Peter Petrelli en «Don't Look Back».

- En varios cuadros de Isaac Méndez.

- En un post-it (con un signo de interrogación) en el mapa del apartamento de Mohinder Suresh

- Como patrón en el algoritmo del programa del ordenador portátil de Chandra Suresh.

- Escrito en un libro de geometría de Claire Bennet.

- Escrito en cuadro del apartamento de Sylar.

- La forma de una rama en el acuario del lagarto de Chandra Suresh.

- En la espalda de Jessica cuando la personalidad de Nikki está reprimida.

- En la empuñadura de la katana que perteneció al samurái del siglo XVII Takezo Kensei, posiblemente la manifestación más antigua del símbolo. Hiro Nakamura lleva esta katana.

- Impresa en la portada del libro de Chandra Suresh, "Activating Evolution"

- Impresa en la esquina superior derecha del número 14 del cómic "9th Wonders", creados por Isaac Méndez.

- En cuadro de Niki como «Jessica», pintado por Isaac. El símbolo estaba oculto bajo una capa de pintura extra. (Más tarde, Jessica esconde el símbolo (que parece un tatuaje) bajo una capa de base de maquillaje).

- Dibujado en una señal de parada de autobús en Greyhound, vista justo antes de que D.L. alcance a Micah Sander en el capítulo «Homecoming».

- Formada por fragmentos de cristal roto en el suelo del vestíbulo cuando Sylar ataca a la señora Bennet.

- En una puerta del almacén en «Primatech Paper», en el capítulo «Company Man».

- En la maqueta de «Primatech Paper» durante un flashback, también en "Company Man".

- En el capítulo «One Giant Leap», cuando Mohinder y Eden descubren que Sylar tenía un mapa igual al del padre de Mohinder, el símbolo está dibujado en la fotografía del hombre de Brasil, la mujer de Alaska / Canadá, la mujer de Indonesia, la mujer de Greenland, y el recorte de periódico sobre Nathan Petrelli.

- En un plato de pasta que está comiéndose una de las víctimas del carterista Claude.

- En la colocación de piedras de la mesa del encargado del museo en los archivos de Linderman

- Formada por varias tuberías bajo el coche donde Hiro y Ando se esconden en el capítulo «The Fix».

- En el ordenador del padre de Mohinder Suresh, cuando este lo usa, hay caracteres más resaltados, que si se ve desde lejos, muestra claramente la hélice

- Es el logo de la compañía "Jittetsu Arms", la que arregla la espada de Hiro.

- En la puerta de la casa de los Bennet cuando Ted manifiesta su poder.

- Una especie de tubos lo forman en el apartamento de Mohinder tras haber sufrido el ataque de Sylar.

- Una figura pequeña entre los archivos de D.L. Hawkins y Niki Sanders

### Segunda temporada
- En la segunda temporada, aparece en las fotos de todas las víctimas de Adam Monroe.

- Al desaparecer el tatuaje de Peter Petrelli cuando estaba junto a Caitlin.

- En la bandera del falso Kensei "Adam"

- Collar que lleva Peter cuando lo encuentran en Irlanda, perteneciente al Haitiano.

- En el capítulo 4, aparece en los ojos de Molly cuando Matt Parkman le muestra la foto de su padre.

- En los dibujos que hace Molly del "Hombre de las pesadillas"

- En la puerta del refugio de Adam, ubicado en Montreal.
- Como sello editorial de los cómics 9th Wonders, pertenecientes a Micah.

- Cuando Peter "destruye" el virus en el último capítulo, dejando como rastro un polvo en la palma de su mano, y formando así el famoso símbolo.

### Tercera temporada
- Aparece en una pintura de Usutu como una especie de grieta en la tierra partiéndose en pedazos, misma pintura aparece detrás del edificio donde Peter vive, pero es mostrada por primera vez cuando Mohinder gana poderes sintéticamente.

- En las notas de Mohinder del futuro (2).

- Símbolo de la compañía Pinehearts.

- En una ventana, cuando Maya descubre a una de las víctimas de Mohinder.

- En el ojo de Angela Petrelli, luego de quedar en shock por Arthur Petrelli.

- En el título del episodio Villanos.

- En la posición de unas cajas en la oficina de Angela.

- En la oficina de un repartidor (Nuestro Padre)

- En la herida de Flint

### Fugitivos
- En una pared y una silla de un abandonado restaurante.

- En los lentes de Noah, (1961)

- Datos: Q5906525